# 栃木市綜合運動公園陸上競技場
栃木市綜合運動公園陸上競技場（日语：栃木市総合運動公園陸上競技場）是位於日本栃木縣栃木市綜合運動公園內的多功能體育場，主要用於田徑賽事與足球比賽，由栃木市政府所有，並由民間企業營運管理。

## 概況
該場館於1989年3月啟用，曾作為J3聯賽球隊栃木SC在栃木縣綠之森體育場整修期間的臨時主場。日本足球聯賽球隊栃木城FC亦曾以此為主要比賽場地，直至2023年CITY FOOTBALL STATION落成。運動公園內另設有棒球場、綜合體育館等設施。

## 交通方式
- 鐵路：東武日光線新栃木站步行40分鐘[1]
- 公路：東北自動車道栃木交流道車程10分鐘

## 圖集

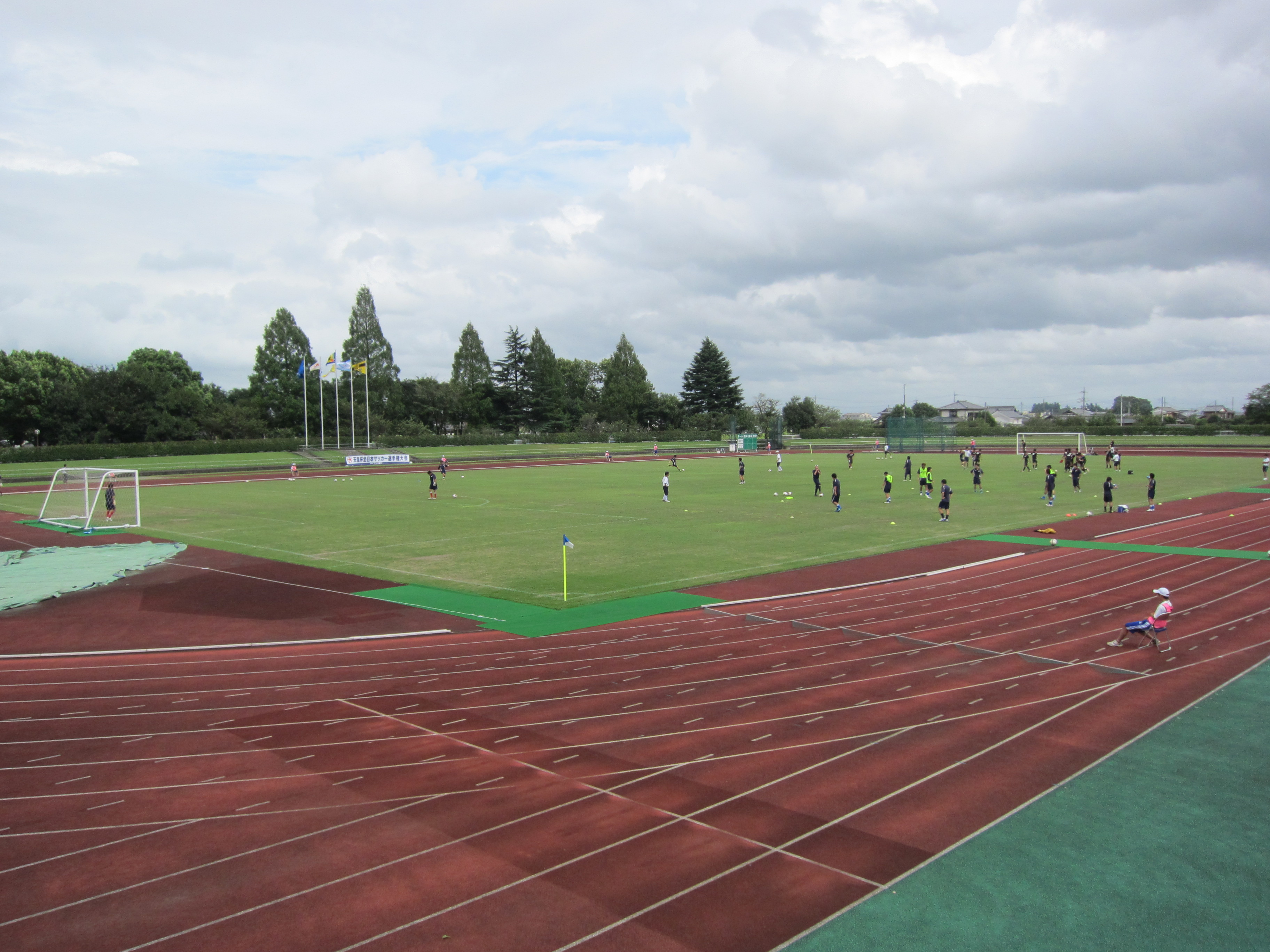
觀眾席視角
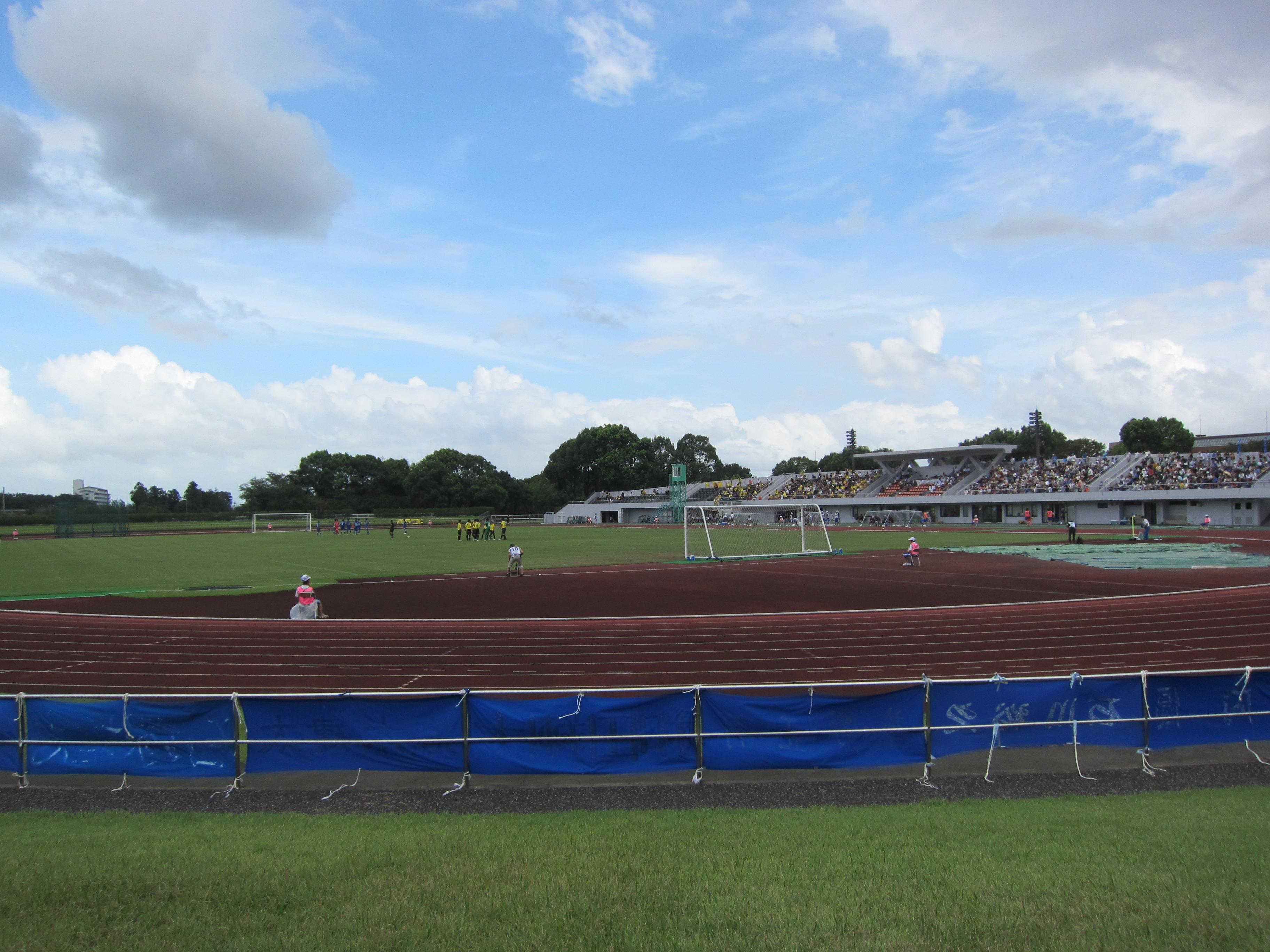
球場全景
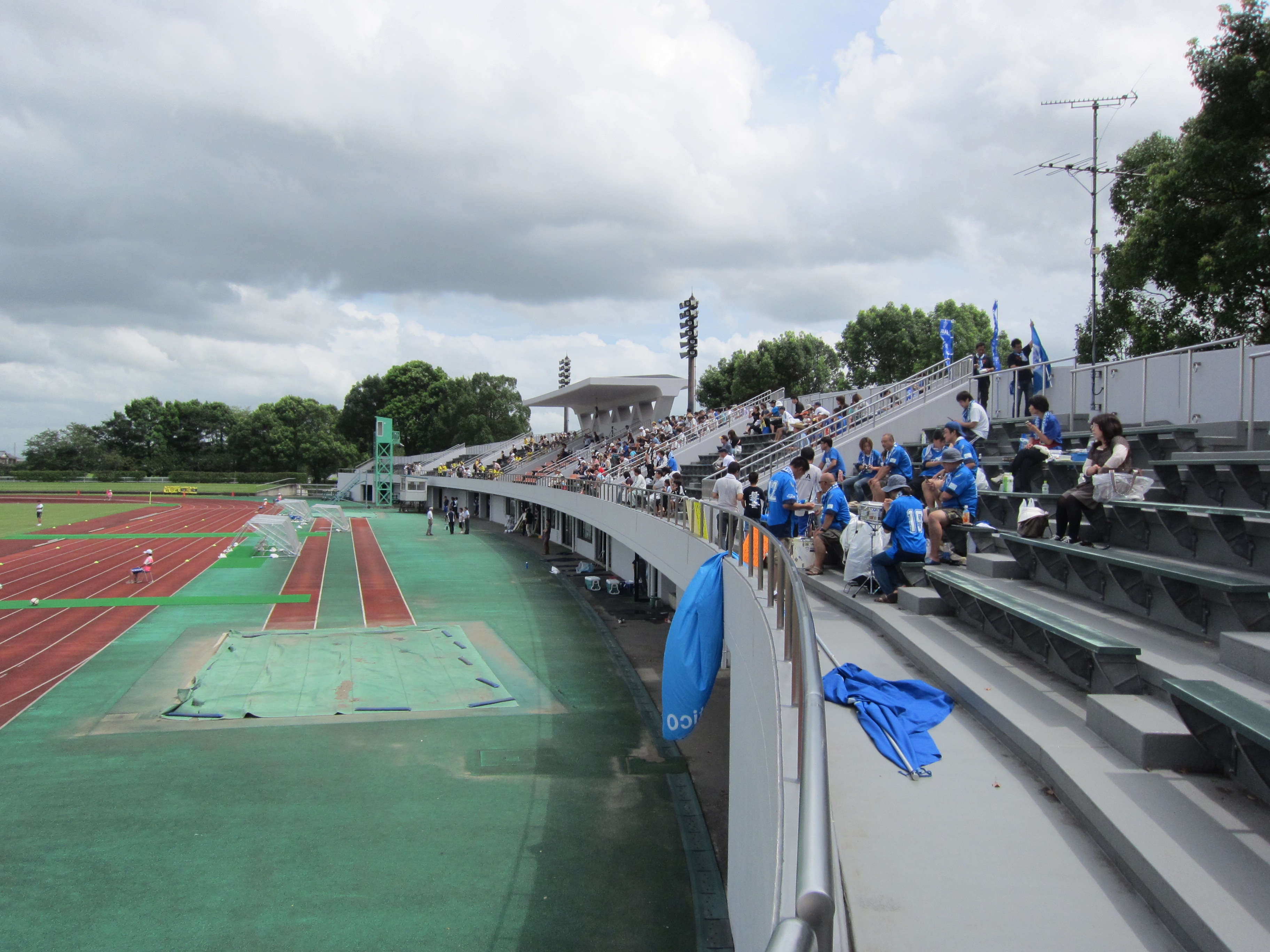
主看台結構
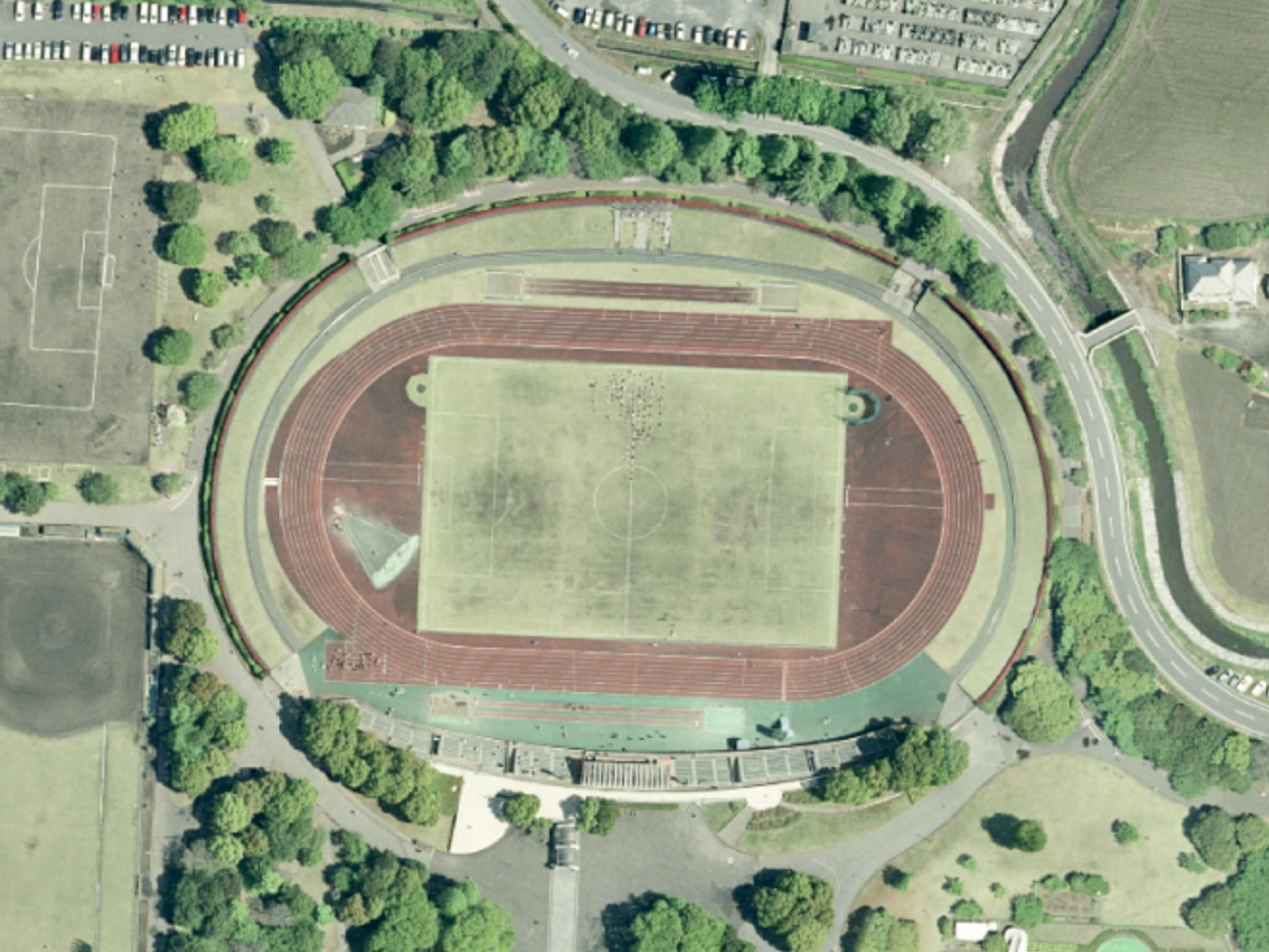
2010年空拍（來源：國土地理院）

## 關聯場館
栃木縣綜合運動公園陸上競技場（現栃木SC主場）

## 外部連結
- 栃木市綜合運動公園（營運單位官方網站）
- 栃木市政府場館介紹